# Victor Gollancz
Pour les articles homonymes, voir Gollancz.
Victor Gollancz, né le 9 avril 1893 à Maida Vale (Londres) et mort le 8 février 1967 à Londres, est un éditeur britannique, socialiste, actif dans le domaine de l'humanitaire.

## Biographie
Gollancz est le fils d’un joaillier, et neveu du rabbin professeur Sir Hermann Gollancz et du professeur Sir Israel Gollancz. Après une formation en lettres classiques à l'université d'Oxford (New College), il devient enseignant. Il sert dans l’armée britannique lors de la Première Guerre mondiale. En 1917, il s’engage dans le Comité de la Reconstruction, organisation qui créait des plans pour la Grande-Bretagne d’après la guerre. Il y rencontre Ernest Benn, qui l’invite à travailler avec lui dans l’édition. En commençant par des magazines, Gollancz continue avec une série des beaux livres, pour ensuite travailler avec les romanciers.
Gollancz forme sa maison d'édition Victor Gollancz Ltd en 1927, en publiant, entre autres, George Orwell, Ford Madox Ford et G. E. Trevelyan. Il est également fondateur du Left Book Club. Il est un des premiers à utiliser des techniques modernes du marketing en faisant la publicité de ces ouvrages : grandes pages dans les journaux ainsi qu’une typographie attirant l’attention des lecteurs. Outre son travail d’éditeur, Gollancz participe à l’envoi d'aliments et de vêtements dans les pays occupés en 1945 (avec Peggy Duff (en), qui l’accompagne par la suite dans la lutte contre la peine capitale). Cette maison d'édition fait aujourd'hui partie du groupe Orion Publishing.
Il reçoit le prix de la paix des libraires allemands lors de la Foire du livre de Francfort en 1960.

## Ouvrages
- The Making of Women, Oxford Essays in Feminism (1918)
- Industrial Ideals (1920)
- Is Mr Chamberlain Saving Peace? (1939)
- Betrayal of the Left: an Examination & Refutation of Communist Policy from October 1939 to January 1941: with Suggestions for an Alternative and an Epilogue on Political Morality (1941)
- "Let My People Go". Some Practical Proposals for Dealing with Hitler's Massacre of the Jews and an Appeal to the British Public (1943)
- Leaving Them to Their Fate: the Ethics of Starvation (1946)
- Our threatened Values (1946)
- In Darkest Germany (1947)
- Capital Punishment: the Heart of the Matter (1955)
- Devil's Repertoire: or, Nuclear Bombing and the Life of Man (1959)
- Case of Adolf Eichmann (1961)
- Journey Towards music: a Memoir (1964)